# Église Saint-André de Lherm
L'église Saint-André de Lherm est une église catholique située à Lherm, dans le département français de la Haute-Garonne, en France.

## Historique
La construction de l'église Saint-André du Lherm est initiée le 15 septembre 1527. Elle pourrait être bâtie sur l'ancienne église Sainte-Marie, mentionnée dans un texte de 1101 du Cartulaire de Lézat-sur-Lèze. Il ne reste dans les archives aucune trace écrite, mais seulement des traces matérielles supposées, Lherm étant citée parmi les 138 églises et chapelles pillées et brûlées par les Huguenots.
Le 15 septembre 1527 est signé le bail à besogne, par le chanoine Jean Vacquier (chapitre de Saint-Sernin) et le consul de Lherm Nicolas Garric, auprès des maîtres maçons toulousains Pierre Monestié et Jean Fauré.

### Restaurations importantes au XIXe siècle
En 1810, son état de délabrement est important et il faut attendre 1818 pour que le conseil municipal alloue un premier budget pour sa restauration. Cependant, à partir de 1825, à la faveur de budgets communaux plus favorables, d'importants travaux sont engagés. Ils dureront jusqu'à la fin du siècle.
Chaque année, de 1826 à 1829, une cloche est achetée chez Louison et Viguier, fondeurs toulousains. Pour leur installation, des baies supplémentaires sont ouvertes, fragilisant durablement le clocher mur. Le 7 mai 1841, le conseil municipal décide de démolir ce clocher mur pour le remplacer par une tour (clocher toulousain) d'une hauteur totale de 33,60 mètres. Dominique Bayard, géomètre à Muret, présente alors un projet, retenu le 12 novembre 1843. La réception de l'ouvrage réalisé par M. Boué, entrepreneur Lhermois, a lieu le 6 octobre 1848.
Également en 1848 sont réalisées les décors des voûtes du chœur et de la nef par les frères et peintres Pedoya.
De 1847 à 1860, les chapelles existantes sont remaniées et quatre autres sont ajoutées à l'édifice. De même, deux nouvelles sacristies sont bâties.
En 1850, un crépi est appliqué aux murs extérieurs de la nef et du chœur. Il subsiste encore à ce jour et en 1853, l'horloge municipale est installée.
De 1873 à 1879, les vitraux de la fabrique toulousaine Gesta sont mis en place. À la suite de l'explosion de la poudrerie du Fauga en 1944 lors de la débâcle de l'armée allemande, ces vitraux sont endommagés. Une souscription à l'initiative de l'abbé Crayssac, curé de Lherm, permettra leur restauration.
La restauration de la toiture est votée par le conseil municipal en 2009. Les travaux débutent cette même année.

### Cloche classée
C'est une de ses cloches du XIVe siècle, aujourd'hui présentée sur un socle dans la nef, ainsi qu'une chapelle de style roman qui sont à l'origine de son classement monument historique, en 1987. Cette cloche, fêlée vers 1970, fut prêtée par la municipalité au Musée campanaire de L'Isle-Jourdain et, en compensation, remplacée en 1993 par une nouvelle cloche offerte par le conseil régional de Midi-Pyrénées. Elle fut baptisée Maria par Mgr Collini, archevêque de Toulouse, en hommage à Maria Lascours dévouée carillonneuse durant une longue période de sa vie.
Les Lhermois, émus de son éloignement prolongé, signèrent une pétition qui aboutit à son retour dans l’église Saint-André où on peut la voir aujourd’hui.
Le cerveau de cette cloche est orné d’une inscription en belles majuscules onciales très décorées qui composent le texte suivant :
+ XPS : REX : VENIT : IN PACE :DEUS : HOMO : FACTUS EST
(Christ Roi vient dans la paix ; Dieu s’est fait homme)

## Description
Construite en style gothique méridional, elle dévoile notamment de superbes peintures murales et des stalles en chêne ornées de sculptures de la fin du XVIIe siècle. Une de ses chapelles absidiales, de style roman, abrite des fresques du XIVe siècle, retraçant les vies de saint François d’Assise et de saint Michel.

## Protection
L'édifice est classé au titre des monuments historiques en 1993.